# Studio 3S
Studio 3S, podjetje za tržne komunikacije d. o. o., je slovenska oglaševalska agencija s celovito ponudbo storitev na področju odnosov z javnostmi, oglaševanja ter medijskega načrtovanja in zakupa. Med njene naročnike sodijo UNICEF, Rdeči križ Slovenije, Predstavništvo Evropske komisije v RS, Krka, McDonald’s ter številni drugi. Studio 3S je soustanovitelj Zbornice za odnose z javnostmi (ZOJ) in največjega slovenskega podjetja za medijsko načrtovanje in zakup oglasnega prostora Media Pool.
Pod okrilje Studia 3S sodi tudi Center Evropa – informacijsko in izobraževalno središče.
Podjetje s sedežem v Ljubljani je leta 1993 ustanovil Ivan Sušnik.